# Everybody (Backstreet’s Back)
«Everybody (Backstreet’s back)» (с англ. — «Все (Парни с задворок вернулись)») — первый сингл со второго студийного альбома американской поп-группы Backstreet Boys — «Backstreet’s Back». Он был также выпущен на дебютном альбоме группы в США, «Backstreet Boys (US)», который содержал песни с первого и второго альбомов группы, изданных по всему миру. Это одна из самых известных песен группы и, в некотором роде её визитная карточка. «Everybody» смог пробиться в Top 10 более чем в 30 странах мира, став таким образом одним из самых успешных хитов группы. Сингл стал платиновым в США с продажами в 2,1 млн экземпляров.

## История создания
Существуют две версии этой песни. Международный альбом включает в себя обычную версию, в американской версии альбома выпущена расширенная версия песни с дополнительным фрагментом. Музыкальное видео было снято для обеих версий песен и выпущено на американском и международном рынке соответственно.
Руководство звукозаписывающей компании решило, что название песни, которое ссылается на «возвращение» группы со вторым альбомом, не подходит для первого альбома группы в США. После выпуска песни синглом в Европе, «Everybody» стала популярна в Канаде. Американские радиостанции, расположенные вдоль границы также поставили песню в эфир. Группа встретилась с руководством лейбла и попросила включить песню в альбом уже после того, как были произведены несколько миллионов экземпляров альбома.

## Музыкальное видео
Съёмки видео происходили 18-19 июня 1997 года в Лос-Анджелесе. Видео, снятое режиссёром Джозефом Каном, представляет собой пародию на фильмы ужасов, в той же манере, что и видео на песню Майкла Джексона «Thriller».
В начале видео автобус, на котором ехали Backstreet Boys, сломался. Водитель решил отправиться за помощью, оставив группу ночевать в заброшенном доме неподалёку. В остальной части видео действие происходит в их снах. Каждый из участников группы предстаёт в образе монстра: Эй Джей как Эрик из «Призрака Оперы», Брайан — оборотень, Хауи — Дракула, Ник — в образе мумии, Кевин — в образе двуликого доктора Джекила и мистера Хайда. Каждый монстр появляется в собственных сценах, в то время как группа целиком исполняет танец вместе с подтанцовкой в большом зале заброшенного дома, одетая в стилизованную средневековую одежду. В конце видео группа, готовая к отъезду, собирается в прихожей, рассказывая друг другу о снах и находя их похожими. Их разговор прерван подошедшим водителем автобуса, который выглядит как Кэндимен.
В сцене с Графом Дракулой в роли жертвы снялась супермодель Джози Маран.

## Кавер-версиии появления в медиа
- Популярное видео, запечатлевшее танец белого какаду по кличке Снежок (англ. Snowball) набрало 5,8 млн просмотров на YouTube по состоянию на май 2015 года. Снежок стал первым животным помимо человека, показавшим способность синхронизировать движения с ритмом музыки[2].
- Рок-группа Electric Six процитировала знаменитую строчку «Backstreet’s back, alright» в песне «Jimmy Carter» со своего альбома «Señor Smoke» 2005 года.
- Backstreet Boys исполнили песню в конце фильма «Конец света 2013: Апокалипсис по-голливудски», что принесло им награду «Лучший музыкальный момент» на MTV Movie Awards.
- Группа Westlife исполняла песню в рамках своего тура The Love Tour в 2007 году.
- Бой-бэнд JLS исполнял отрывки песен Backstreet Boys «Everybody» и «I Want It That Way» в рамках концертного тура в поддержку своего альбома «Outta This World».
- Песня была исполнена актёром Дарреном Криссом в фильме «Имоджен».
- Поп-дуэт Jedward записал кавер-версию песни для своего дебютного альбома «Planet Jedward».
- Металкор-группа Blind Witness записала кавер-версию песни в 2009 году.
- В 2011 году отрывок из песни был использован в фильме «Наказание».
- В 2011 году в Высшей лиги КВН в конкурсе одной песни о реформе МВД команды «Станция Спортивная» спародировали эту песню[3].
- «Everybody» была использована в играх «Dance Central 3» для Kinect и «Singstar Dance» для Playstation 3.
- В 2012 году «Everybody» была использована в рекламе джинсов Old Navy. Backstreet Boys также записали испанскую версию песни для этой рекламы.
- В 2021 году российская группа Little Big выпустила кавер-версию песни для мини-альбома Covers.
- В 2021 году в седьмом выпуске шоу «Шоумаскгоон» на НТВ, эту песню исполнил Вячеслав Макаров в категории «Песня конца XX века».[4]

## Список композиций
| US enhanced CD single 1. "Everybody (Backstreet's Back)" (radio edit) – 3:45 2. "Everybody (Backstreet's Back)" (Matty's Radio Mix) – 3:55 3. "Everybody (Backstreet's Back)" (remix video) US enhanced maxi-single 1. "Everybody (Backstreet's Back)" (Matty's Radio Mix) – 3:55 2. "Everybody (Backstreet's Back)" (Multiman Remix) – 4:08 3. "Everybody (Backstreet's Back)" (Sharp London Vocal Mix) – 7:58 4. "Everybody (Backstreet's Back)" (radio edit) – 3:45 5. "Everybody (Backstreet's Back)" (extended version) – 4:45 6. "Everybody (Backstreet's Back)" (remix video) US 12-inch single A1. "Everybody (Backstreet's Back)" (extended radio mix) – 4:45 A2. "Everybody (Backstreet's Back)" (Matty's Hip Hop Radio Remix) – 3:55 A3. "Everybody (Backstreet's Back)" (Kano's Undercurrent Dub) – 7:11 B1. "Everybody (Backstreet's Back)" (Sharp London Vocal Remix) – 7:58 B2. "Everybody (Backstreet's Back)" (Sharp Trade Dub) – 8:55 | Canadian CD single 1. "Everybody (Backstreet's Back)" (7-inch version) – 3:44 2. "Everybody (Backstreet's Back)" (extended version) – 4:45 3. "Boys Will Be Boys" – 4:05 4. "Anywhere for You" – 4:40 UK and European CD single 1. "Everybody (Backstreet's Back)" (7-inch version) – 3:44 2. "Everybody (Backstreet's Back)" (extended version) – 4:45 3. "Everybody (Backstreet's Back)" (MultiMan Remix) – 4:09 4. "Everybody (Backstreet's Back)" (Matty's Remix) – 3:55 5. "Everybody (Backstreet's Back)" (Max & Macario Club Mix) – 6:12 UK CD single digipak 1. "Everybody (Backstreet's Back)" (7-inch version) – 3:44 2. "Everybody (Backstreet's Back)" (extended version) – 4:45 3. "Boys Will Be Boys" – 4:05 |

## Чарты
| Чарт(1997–1998)                     | Высшая позиция |
| ----------------------------------- | -------------- |
| Австралия (ARIA)                    | 3              |
| Австрия (Ö3 Austria Top 40)         | 2              |
| Бельгия/Фландрия (Ultratop 50)      | 5              |
| Бельгия/Валлония (Ultratop 50)      | 5              |
| Канада (RPM Top Singles)            | 3              |
| Канада (RPM Adult Contemporary)     | 2              |
| Канада (RPM Dance/Urban)            | 5              |
| Canadian Singles Chart              | 2              |
| Costa Rica (El Siglo de Torreón)    | 2              |
| Дания (Tracklisten)                 | 2              |
| Europe (European Hot 100 Singles)   | 2              |
| Финляндия (Suomen virallinen lista) | 4              |
| Франция (SNEP)                      | 26             |
| Германия (GfK)                      | 2              |
| Hungary (Mahasz)                    | 1              |
| Iceland (Íslenski Listinn Topp 40)  | 19             |
| Ирландия (IRMA)                     | 10             |
| Italy (Musica e dischi)             | 9              |
| Нидерланды (Dutch Top 40)           | 4              |
| Нидерланды (Single Top 100)         | 5              |
| Новая Зеландия (Recorded Music NZ)  | 6              |
| Норвегия (VG-lista)                 | 4              |
| Romania (Romanian Top 100)          | 1              |
| Scotland (OCC)                      | 4              |
| Spain (AFYVE)                       | 1              |
| Швеция (Sverigetopplistan)          | 4              |
| Швейцария (Schweizer Hitparade)     | 2              |
| Великобритания (OCC UK Singles)     | 3              |
| США (Billboard Hot 100)             | 4              |
| США (Billboard Pop Airplay)         | 11             |
| США (Billboard Rhythmic)            | 14             |

| Чарт(1997)                        | Позиция |
| --------------------------------- | ------- |
| Australia (ARIA)                  | 26      |
| Austria (Ö3 Austria Top 40)       | 16      |
| Belgium (Ultratop 50 Flanders)    | 50      |
| Belgium (Ultratop 50 Wallonia)    | 19      |
| Canada Top Singles (RPM)          | 39      |
| Canada Adult Contemporary (RPM)   | 23      |
| Europe (Eurochart Hot 100)        | 25      |
| France (SNEP)                     | 86      |
| Germany (Official German Charts)  | 21      |
| Netherlands (Dutch Top 40)        | 31      |
| Netherlands (Single Top 100)      | 21      |
| New Zealand (Recorded Music NZ)   | 26      |
| Romania (Romanian Top 100)        | 6       |
| Sweden (Sverigetopplistan)        | 46      |
| Switzerland (Schweizer Hitparade) | 19      |
| UK Singles (OCC)                  | 38      |

| Чарт(1998)                       | Позиция |
| -------------------------------- | ------- |
| US Billboard Hot 100             | 22      |
| US Mainstream Top 40 (Billboard) | 35      |
| US Rhythmic (Billboard)          | 54      |

## Сертификации
| Регион | Сертификация  | Продажи   |
| --- | ------------- | --------- |
| Австралия (ARIA) | 4× Платиновый | 280 000   |
| Бельгия (BEA) | Золотой       | 25 000*   |
| Дания (IFPI Danmark) | Золотой       | 45 000    |
| Германия (BVMI) | Золотой       | 250 000^  |
| Новая Зеландия (RMNZ) | Платиновый    | 10 000*   |
| Швеция (GLF) | Золотой       | 15 000^   |
| Великобритания (BPI) | Платиновый    | 630,000   |
| США (RIAA) | Платиновый    | 1,200,000 |
| * Данные о продажах приведены только на основе сертификации. · ^ Данные о тиражах приведены только на основе сертификации. · Данные о продажах + прослушиваниях приведены только на основе сертификации. |               |           |

## Даты выпуска
| Релиз  | Дата выпуска   |
| ------ | -------------- |
| Европа | 5 августа 1997 |
| США    | 31 марта 1998  |